# Schloss Groß Schwansfeld
Schloss Groß Schwansfeld (polnisch Pałac w Łabędniku) befindet sich in Łabędnik im historischen Kreis Bartenstein in der heutigen Woiwodschaft Ermland-Masuren Polens.

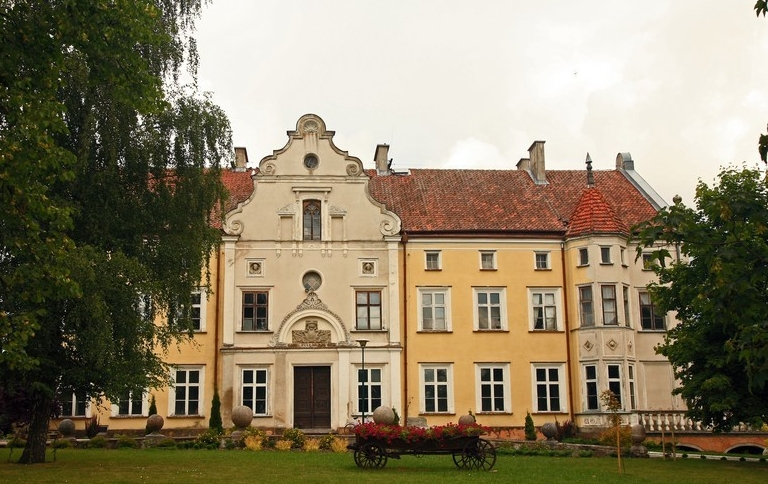
Schloss Groß Schwansfeld

Wappen v. d. Groeben

Koordinaten: 54° 10′ 52,3″ N, 20° 58′ 8,3″ O

## Gutsgeschichte
Schwansfeld wurde 1363 erstmals erwähnt. Um 1484 war es im Besitz von Veit Feichter. Im Jahr 1537 wurde der Besitz durch Herzog Albrecht an Märten von Kannacher verliehen, dessen Familie bis 1686 Besitzer blieb. Ab 1694 war die Familie von der Groeben Besitzer.

## Baugeschichte
Der Kern des Schlosses stammt aus dem 17. Jahrhundert. 1861 erfolgte ein Umbau.

## Bauwerk
Die Anlage im Stil des Spätklassizismus ist komplex zusammengesetzt mit einem separaten Wohnteil mit Schloss und Park, einer Kirche mit Sichtverbindung zum Schloss, und einem Hof mit wenigen erhaltenen Wirtschaftsgebäuden – ehemalige Stallungen mit Remise, ehemalige Schmiede. Das Schloss selbst ist ein Putzbau auf rechteckigem Grundriss mit einem niedrigeren Nebengebäude, das im rechten Winkel an der Westseite angebaut ist. In der Achse der Vorderfront befindet sich ein flacher Risalit mit Pilastern, der von einem Volutengiebel gekrönt wird. Die Vorderfront war ursprünglich neunachsig, nach dem Umbau von 1861 wurde das Gebäude um ein zusätzliches Treppenhaus an der Nordseite erweitert. An den Seitenwänden sind Terrassen angebracht, mit einem barocken Relief in der Palastbrüstung auf der Südseite.

## Park
Der über acht Hektar große Park ist in seinen historischen Grenzen ablesbar, hat aber nur noch spärlichen historischen Baumbestand. Der Park bestand aus zwei durch die Zufahrtsstraße getrennte Teile. Der nördliche Teil war für Spaziergänge gedacht. Der südliche Teil vor der Fassade des Schlosses mit einem über 0,5 Hektar großen Parkteich in der Hauptachse der Anlage öffnet sich zur umgebenden Landschaft mit der dominanten Kirche.